# Trichopterna seculifera
Trichopterna seculifera är en spindelart som beskrevs av Denis 1962. Trichopterna seculifera ingår i släktet Trichopterna och familjen täckvävarspindlar.
Artens utbredningsområde är Tanzania. Inga underarter finns listade i Catalogue of Life.